# 医王山
医王山（いおうぜん）は、石川県金沢市と富山県南砺市にまたがる標高939mの山塊である。白兀山、奥医王山及び前医王山などの山塊の総称で、最高点の奥医王山には一等三角点が設置されている。日本三百名山及び新・花の百名山に選定されている。

## 概要

### 地形

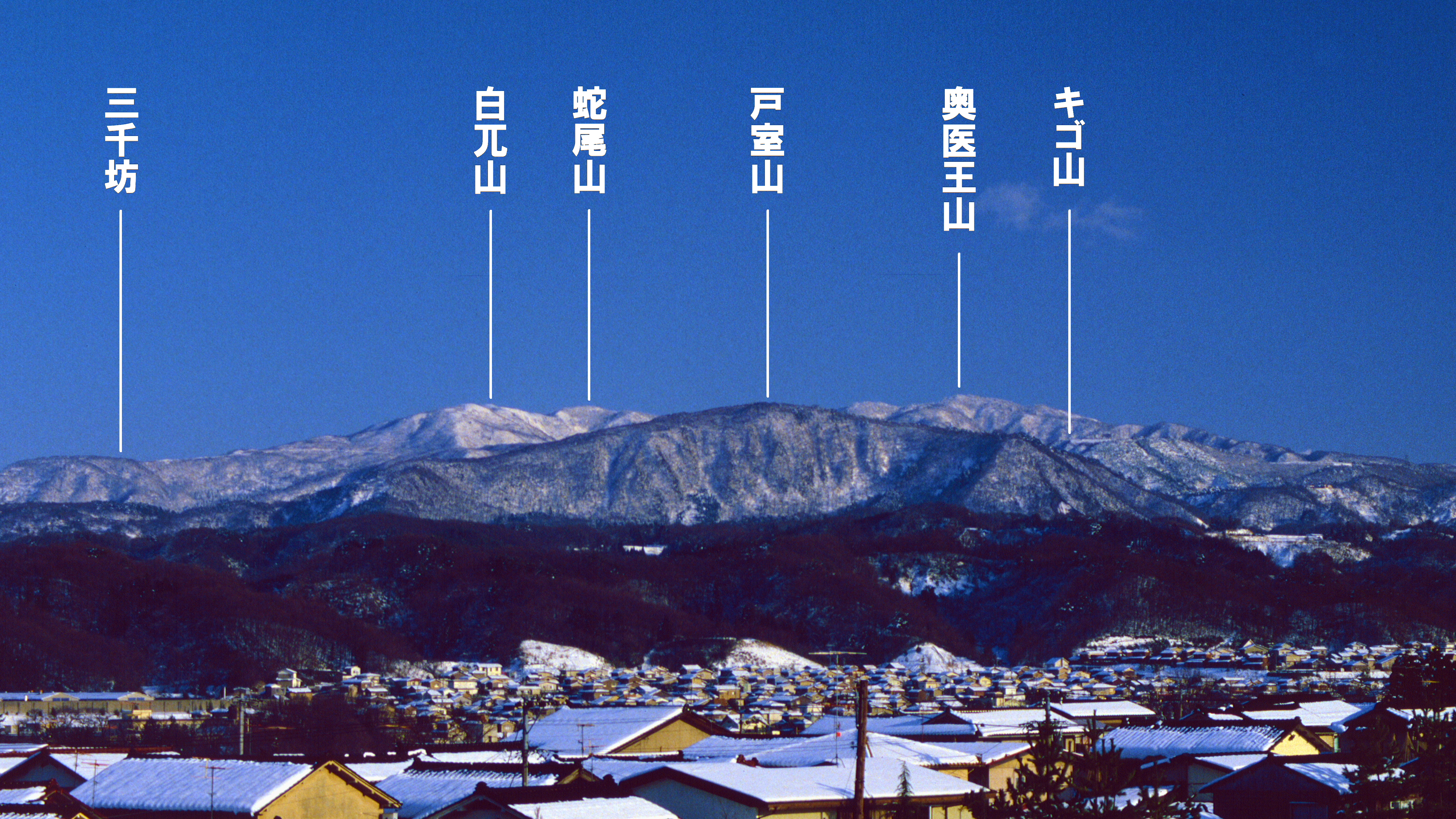
戸室山・キゴ山と医王山の峰々
1984年、金沢市小立野台地より

金沢市街側から見ると、戸室山の背後に位置するため、なかなか全貌を眺めるのは難しい。

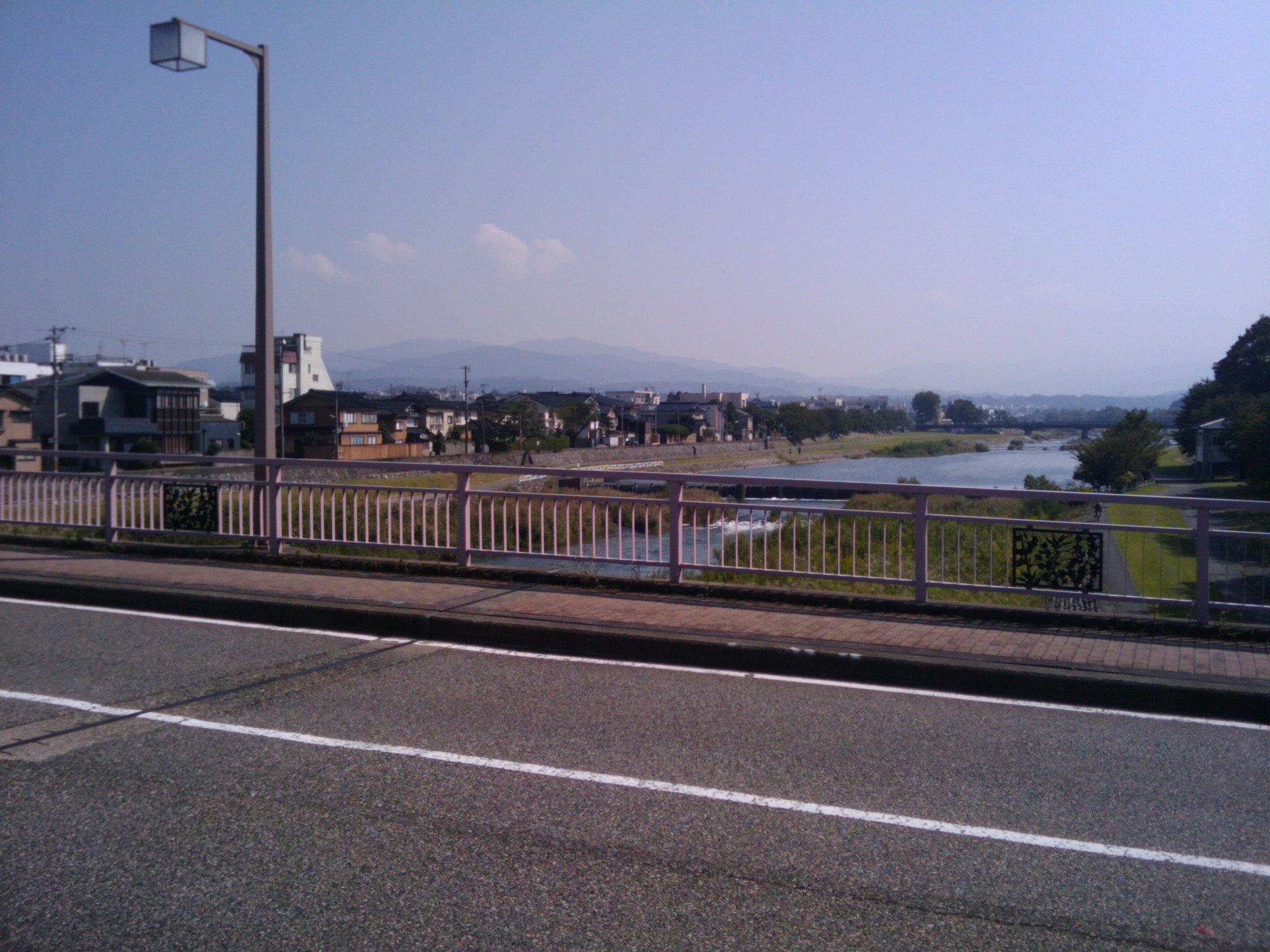
犀川に架かる桜橋から医王山を望む（石川県金沢市）

医王山は古来より火山と称されることが多いが、いわゆる第四紀火山ではなく、大部分が約1500万年前の新第三紀中新世の（おそらく海底での）火山活動で生じた医王山累層からなる。
大門山付近等北陸の山域に広く分布する岩稲累層などと並び、グリーンタフの一部とされる。
医王山累層は、火砕流や火山灰、溶岩流などからなり、夕霧峠には流紋岩溶岩が見られ、黒瀑山周辺には黒曜岩ないし真珠岩の溶岩がみられる。しかし、最も量が多いのは、火山灰や軽石が降り積もった流紋岩質凝灰岩で、夕霧峠から石川県側へ下る林道沿いによく見られる。
医王山累層の厚さは、場所によっては1000m以上あり、現在の医王山山塊を北限として、手取扇頂部を経て、福井県との県境付近の丘陵地まで分布している。またこの層は日本海側へ傾斜しており、金沢市街の下にも広がっていると考えられている。
よって医王山は、地質上は古い火山岩からなるが、侵食等が進み、本来の火山地形は失われていると考えられている。
医王山の鉱石としてはメノウやソロバン石と呼ばれるオパールが採れ、紫水晶や孔雀石もかつて見られた。
見所としては、三蛇ケ滝（さんじゃがたき）、鳶岩（とんびいわ）、大沼（大池）、竜神池などが有名である。

### 自然
中腹の植生はコナラ主体であり、スギの植林が広く行われている。稜線沿いにはブナ純林が見られ、特に奥医王山周辺のブナ群集の規模が大きい。
花はキクザキイチゲやショウジョウバカマ、イワナシ、エンレイソウ、オオイワカガミなどが見られ、山頂部にはチシマザサが多い。ヒメシャガやササユリも稀に見られる。

### 眺望
東側
八乙女山や牛岳が前山として見え、遠くには立山連峰、白馬岳、穂高連峰などが望める。麓には砺波平野の散居村の景観が広がる。
南東側〜南側
人形山、大笠山、笈ヶ岳、白山方面が望める。

## 歴史
- 719年（養老3年） - 白山を開いた泰澄大師が開山し、薬草が多いことから唐の育王山にちなんで育王仙と名付けたのが始めとされる。
- 722年（養老6年） - 当時の元正天皇が大病にかかり、泰澄大師がこの山の薬草を献上したところ快癒された。帝は大いに喜ばれ、泰澄に神融法師の称号を賜わり、山には医王山と命名されたという。薬草が多く、薬師如来（大医王仏）が祭られたことが山名の由来とする説もある[3]。
- 1262年（弘長2年） - 弘瀬郷地頭職を巡る訴訟の中で弘瀬郷内に柿谷寺という白山修験系の寺があり、現地の地頭家の氏寺で、医王山修験の宿所としても利用されたことが言及される。これ以後、戦国時代に至るまで医王山では武家の庇護を受けた修験系の寺院が繁栄し「医王山四十八坊」と称された[7]。
- 1481年（文明13年） - この頃急速に勢力を拡大していた浄土真宗の井波瑞泉寺を危険視した福光石黒家・医王山惣海寺が攻撃をしかけるも大敗した（田屋川原の戦い）。この時「医王山四十八坊」は焼失し医王山修験は衰えたが、石動山修験が進出して修験文化を継承した[8]。
- 藩政時代は医王石（戸室石）の産地だったため、前田家により一般人の立ち入りを禁止された山であった。
- 1934年（昭和9年） - 室生犀星が代表作である小説『医王山』を出版[3][9]。
- 1947年（昭和22年） - 第2回国民体育大会の登山競技がこの山で行われた。
- 1975年（昭和50年）2月22日 - 富山県内4番目の医王山県立自然公園として県立自然公園に指定。
- 1995年（平成7年） - 田中澄江が『新・花の百名山』を出版し、この山とベニバナイチヤクソウなどの植物を紹介した。
- 1996年（平成8年）3月29日 - キゴ山、白兀山などとともに医王山県立自然公園の一部として石川県内5番目の県立自然公園に指定。

## 登山
国民体育大会で最初に登山競技が行われた山である。北端の大沼付近には、トンビの頭に似た流紋岩の岩場である鳶岩があるが、最大斜度40度の鎖場であるため、雨天時の登頂は避けるべきである。

### 登山道
各方面からの登山道が整備されている。
石川県側
- 二俣道
- 見上道
- 白兀道
- 小原道
- 栃尾道
- ナカオ新道

富山県側
- 祖谷道
- 横谷道

### 山小屋
- 白兀平ヒュッテ - 夕霧峠の無人小屋
- 国見ヒュッテ - 国見平

## 地理

### 峠
- 夕霧峠（菱広峠）
- 見上峠
- 横谷峠
- 地蔵峠

### 河川
以下の源流の河川は日本海へ流れる。
石川県側
- 浅野川
- 森下川[注釈 2] - 医王ダムがある。
  - 豊吉川 - 森下川の支流

富山県側
- 小矢部川の支流
  - 明神川
  - 糸谷川
  - 太谷川

### 施設
石川県側
- 医王山スキー場
- 医王山スポーツセンター
- 銀河の里キゴ山
- 金沢市キゴ山ふれあい研修センター
- 医王の里オートキャンプ場
- 医王山ビジターセンター
- 金沢市立医王山小中学校

富山県側
- イオックス・アローザ
- 国見ヒュッテ
- 三千坊展望台
- 医王権現堂
- 南砺市福光里山体育館
- 南砺市クレー射撃場

## その他
- 奥医王山の山頂には「939-16記念事業 福光 標高939.16 郵便番号939-16 設置日1993.9.16」と書かれた記念碑があるが、これは、奥医王山の一等三角点の標高がかつては939.16mであり、富山県側の麓の町・福光町の郵便番号（郵便区番号）が939-16（集配局:福光郵便局）と、一致していたことを記念したものである。

- 兼六園夕顔亭には竹根石という熱帯性ヤシの一種マエダヤシの珪化木が置かれている。この珪化木は医王山層で稀に見られるもので、この層の形成年代である約2000万年前の石川県辺りはヤシ林の生える熱帯環境であったことが分かる[11]。